# Onur Tuna
Onur Tuna (Çanakkale, 2 luglio 1985) è un attore e cantante turco.

## Biografia
Onur Tuna è nato il 2 luglio 1985 a Çanakkale (Turchia), ha origine turca emigrata dal Salonicco da parte di madre, la quale è in pensione dall'ufficio fondiario, mentre suo padre e suo fratello sono insegnanti di matematica. Fin dagli anni del liceo ha giocato a basket, pallavolo, ping pong e calcio presso il Bosch.

## Carriera
Onur Tuna, all'età di sei anni, ha fatto la sua prima apparizione sul palcoscenico teatrale interpretando il ruolo di İbiş. Durante gli anni delle scuole medie e superiori ha partecipato a spettacoli teatrali e dopo essersi diplomato presso il liceo di Bursa ha deciso di iscriversi presso la facoltà di economia dell'Università Dokuz Eylül, dove ha anche continuato la sua formazione vocale in musica per un anno presso il conservatorio statale di musica dell'Università di Ege. Durante gli anni di studio presso l'Università di Smirne ha continuato a partecipare a spettacoli teatrali, dove ha completato la formazione di recitazione presso il Müjdat Gezen Art Center per circa tre anni e ha lavorato come fotografo modello per quattro anni presso il Neşe Erberk agenzia. Successivamente ha deciso di trasferirsi a Istanbul, dove ha preso lezioni private di recitazione davanti alla telecamera.
Nel 2011 e nel 2012 ha fatto la sua prima apparizione come attore sul piccolo schermo con il ruolo di Siraç Bakırcı nella serie in onda su ATV Hayat Devam Ediyor. Nel 2013 ha interpretato il ruolo di Ali Taner Atahan nella serie in onda su ATV Huzur Sokağı. Nel 2014 ha fatto il suo debutto cinematografico con il ruolo di Atıl nel film Bi Küçük Eylül Meselesi diretto da Kerem Deren. Dal 2014 al 2016 è stato scritturato per interpretare il ruolo del protagonista Filinta Mustafa nella serie in onda su TRT 1 Filinta. Nel 2015 ha preso parte al programma televisivo in onda su TV8 3 Adam.
Nel 2016 e nel 2017 ha interpretato il ruolo di Ömer Korkmaz nella serie in onda su Show TV Cesur Yürek. Appassionato di musica, nel 2018, ha pubblicato gli EP Uzay Misali, Ben Özlerim, Korkmadım e Etrafı Kalabalık, tutte canzoni dell'album Uzay Misali. Nel 2018 e nel 2019 è stato scritturato per interpretare il ruolo di Alihan Taşdemir nella serie in onda su Fox Yasak Elma. Per quest'ultima serie ha anche composto due canzoni per la colonna sonora di due episodi: Korkmadım per l'episodio 10 e Ben Özlerim per l'episodio 31. Nel 2019 ha pubblicato il singolo Yangın Yeri.
Dal 2019 al 2021 è stato scelto per interpretare il ruolo del dottor Ferman Eryiğit nella serie televisiva medica in onda su Fox Il dottor Alì (Mucize Doktor), insieme agli attori Taner Ölmez, Sinem Ünsal, Hazal Türesan, Murat Aygen, Özge Özder e Reha Özcan. Nel 2020 ha ricoperto il ruolo di Kerem Babayiğit nel film Ağır Romantik diretto da Deniz Denizciler. Nel 2021 e nel 2022 ha ottenuto il ruolo del protagonista Fırat Bulut nella serie in onda su Fox Mahkum, insieme agli attori İsmail Hacıoğlu, Melike İpek Yalova, Hayal Köseoğlu, Seray Kaya e Gökçe Eyüboğlu.
Nel 2022 ha interpretato il ruolo di Soner Güler nel film Benden Ne Olur? diretto da Murat Şenöy e ha pubblicato il singolo Bi' Hiçmişim Gibi. L'anno successivo, nel 2023, ha preso parte al cast della web serie di beIN CONNECT Sarmaşık Zamanı, nel ruolo di Kerem ed ha ricoperto il ruolo di Mustafa Kemal Atatürk nel film Son Akşam Yemeği diretto da Levent Onan. Nello stesso anno ha doppiato nello spot pubblicitario Subaru ile Sıradışı Hedeflere.
Nel 2023 è stato scelto per interpretare il ruolo del protagonista Mesut Öztürkmen nella serie in onda su Fox Şahane Hayatım, insieme agli attori Hilal Altınbilek, Yiğit Özşener, Serkan Keskin, Nesrin Cavadzade, Sumru Yavrucuk, Gökçe Eyüboğlu e Timur Acar. Nel 2024 ha interpretato il ruolo di Cem Altın nel film Hiç diretto da Mustafa Kotan.

## Vita privata
Onur Tuna dal 2022 è legato sentimentalmente all'attrice Yasemin Yazıcı.

## Filmografia

### Attore

#### Cinema
- Bi Küçük Eylül Meselesi, regia di Kerem Deren (2014)
- Ağır Romantik, regia di Deniz Denizciler (2020)
- Benden Ne Olur?, regia di Murat Şenöy (2022)
- Son Akşam Yemeği, regia di Levent Onan (2023)
- Dilemma, regia di Mustafa Kotan (2024)

#### Televisione
- Hayat Devam Ediyor – serie TV, 46 episodi (ATV, 2011-2012)
- Huzur Sokağı – serie TV, 34 episodi (ATV, 2013)
- Filinta – serie TV, 56 episodi (TRT 1, 2014-2016)
- Cesur Yürek – serie TV, 21 episodi (Show TV, 2016-2017)
- Forbidden Fruit (Yasak Elma) – serie TV, 46 episodi (Fox, 2018-2019)
- Il dottor Alì (Mucize Doktor) – serie TV, 64 episodi (Fox, 2019-2021)
- Mahkum – serie TV, 31 episodi (Fox, 2021-2022)
- Şahane Hayatım – serie TV, 30 episodi (Fox, dal 2023)

#### Web TV
- Sarmaşık Zamanı – web serie, 16 episodi (beIN CONNECT, 2023)

### Doppiatore

#### Spot pubblicitari
- Subaru ile Sıradışı Hedeflere (2023)

## Programmi televisivi
- 3 Adam (TV8, 2015)

## Discografia

### EP
- 2018: Uzay Misali
  - Uzay Misali – 2:57
  - Ben Özlerim – 3:55
  - Korkmadım – 3:37
  - Etrafı Kalabalık – 4:09

### Singoli
- 2019: Yangın Yeri – 4:24
- 2022: Bi' Hiçmişim Gibi – 2:53

### Colonne sonore
- 2018-2019: Yasak Elma – colonne sonore episodi Korkmadım (episodio 10) e Ben Özlerim (episodio 31)

## Doppiatori italiani
Nelle versioni in italiano dei suoi film e delle sue serie TV, Onur Tuna è stato doppiato da:
- Marco Vivio[51] ne Il dottor Alì[52]
- Fabrizio Dolce[53] ne Forbidden Fruit[54]

## Riconoscimenti
- Doruktakiler – Premio per i risultati dell'anno della scuola di scienze
  - 2012: Vincitore come Miglior attore esordiente dell'anno per la serie Hayat Devam Ediyor

- Rivista Çekmeköy 2023 "Primi premi per la coscienza sociale"
  - 2016: Vincitore come Miglior attore televisivo maschile dell'anno per la serie Filinta

- Rivista KKTC Gazetecileri Ödül Töreni
  - 2016: Vincitore come Miglior attore televisivo maschile dell'anno per la serie Filinta